# Ievhen Moïssiouk
Ievhen Gueorguiïovytch Moïssiouk (en ukrainien : Євген Георгійович Мойсюк), né le 7 octobre 1979 à Tchernivtsi est un général ukrainien.

## Biographie
De 2004 à 2005 il était du contingent ukrainien qui servait en Iraq et de 2008 à 2009 dans la force d'interposition au Kosovo.
En 2012 il servait comme lt-colonel à la 25e brigade aéroportée avec laquelle il combattait à la Seconde bataille de l'aéroport de Donetsk en décembre 2014 pendant laquelle il commandait le retrait des troupes vers Pisky.
Il fut le commandant de la 81e brigade d'assaut aérien de 2014 à 2018 avant d'être celui du Groupe opérationnel est en 2018 et 2019, des Forces d'assaut aérien ukrainiennes de 2019 à 2021 puis d'être muté commandant en second de l'armée ukrainienne
,.